# Jardim das Plantas de Paris
O Jardim das Plantas (francês Jardin des Plantes) é um jardim botânico aberto ao público, situado no 5º Arrondissement de Paris, como parte integrante do Museu Nacional de História Natural. Está situado no V que se forma entre a Grande Mesquita, o Campus Universitário de Jussieu e o Rio Sena.
Esta instituição, de 23,5 hectares, tem como patronos Georges-Louis Leclerc, conde de Buffon e Jean-Baptiste Lamarck.

## Atrativos do jardim

### Paisagem
Uma grande vista panorâmica (500 m de largura por 3 ha) estende-se da Grande Galeria até a praça Valhubert, perto da margem do Sena. Seus canteiros à francesa são margeados por fileiras de plátanos, que florescem a partir do mês de abril. As coleções de flores são mudadas regularmente, totalizando aproximadamente mil variedades de plantas cultivadas.
A paisagem se divide em duas esplanadas: a esplanada Milne-Edwards, nome do diretor do museu de 1890 a 1900, na frente da Galeria, e a esplanada Lamarck, ao lado do Sena. A esplanada Milne-Edward apresenta uma "zooteca" que reúne centenas de milhares de animais dessecados, como insetos, serpentes, répteis e mamíferos. Em frente da Galeria, na cabeceira da esplanada, existe uma estátua em bronze de Buffon, obra de Jean Carlus (1908).

Jardin des plantes de Paris

### Orosarium
O rosarium foi criado em 1990, e nele são expostos ao público diferentes subespécies de rosas, dispostas de modo ameno e facilmente identificáveis. Apresenta 170 variedades de rosas europeias, plantadas ao longo da "Alameda Haüy" ( René Just Haüy), pioneiro no estudo da mineralogia, que prolongou as galerias de botânica e geologia. Estas galerias estão adornadas com duas estátuas, O amor prisioneiro de Félix Sanzel e a Venus genitrix de Louis-Marie Dupaty.

### As estufas

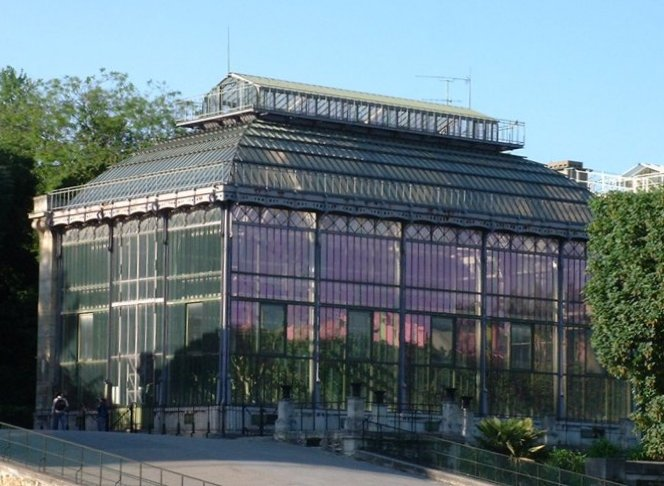
A estufa mexicana

As estufas são de armadura metálica, dispostas e alinhadas ao longo do jardim externo. Dentre elas, apenas duas são abertas ao público:
- O jardim de inverno (750 m²), de clima ameno e úmido (22°C), em estilo art déco. A estufa é obra do arquiteto René Berger (1937). Nesta estufa são encontradas plantas trepadeiras, fícus, palmeiras e bananeiras;
- A estufa mexicana, Rohault de Fleury (1834–1836), precursor da arquitetura metálica na França. Nesta estufa estão agrupadas as espécies características dos meios áridos das Américas, África meridional e Madagascar: cactos, euphorbias, agaves e também abacateiros, cafeeiros, mamoeiros e pimenteiros;
- A terceira, a estufa australiana, também projetada por Rohault de Fleury, está fechada por tempo indeterminado para restauração.

### Parque zoológico

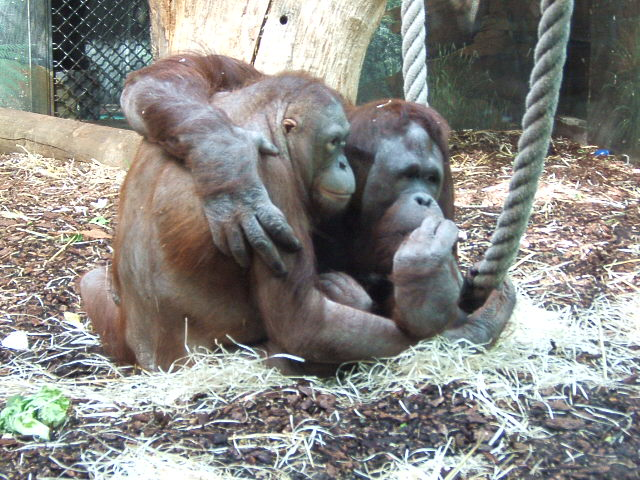
Orangotangos no Parque Zoológico

O complexo do jardim das plantas apresenta um dos parques zoológicos mais antigos do mundo. Foi criado em 1795 por iniciativa de Bernardin de Saint-Pierre, transferindo-se para lá os animais da "ménagerie" real de Versalles e das ménageries particulares. O espaço de 5,5 hectares de extensão era ocupado por serrarias de madeira. Inicialmente o zoológico criado era sumário, formados por cercas, fossos, jaulas e gaiolas rústicas. Posteriormente, no século XIX e início do século XX, muitas construções foram edificadas para expor os animais de maneira adequada, algumas até sofisticadas demais para a época.
Atualmente, possui cerca de 1 100 animais, entre mamíferos, répteis e pássaros. Na fase atual, uma das grandes preocupações dos curadores do parque é preservar os animais em via de extinção como, por exemplo, o "cavalo de Prjevalski", em coordenação com outras instituições pertencentes ao museu. O parque apresenta também um microzoo, onde animais minúsculos podem ser observados através de lupas, como um “vivarium” composto de pequenos répteis, anfíbios e insetos.
As espécies maiores como elefantes, girafas, leões, tigres, gorilas, ursos e outros, impossíveis de serem mantidos corretamente nas instalações do parque, por falta e espaço e sem a possibilidade de ampliação, foram transferidos progressivamente para outros parques nos anos de 1970 a 2000.

### O jardim alpino
O jardim alpino foi criado em 1931 com a intenção de estudar as plantas arbustivas e herbáceas que se desenvolvem nas montanhas do mundo inteiro, como nos Alpes, no Himalaia, na Córsega, nos Andes e outras. O jardim aloja mais de 2 000 plantas em duas áreas conectadas por uma passagem subterrânea. No jardim tem uma árvore de pistachi macho, a partir das quais o botânico Sébastien Vaillant colocou em evidência a sexualidade dos vegetais no século XVIII.

### A escola de botânica
Esta escola apresenta cerca de 4 500 variedades de plantas. Foi criada pelo botânico André Thouin no século XVIII, com o objetivo de apresentar a coleção ao público e aos botânicos de maneira compreensível. A coleção é formada de plantas susceptíveis de viver no meio rural europeu, e apresenta também algumas árvores históricas. Nesta escola, os jardineiros do museu administram semanalmente ao público vários cursos específicos.

## História

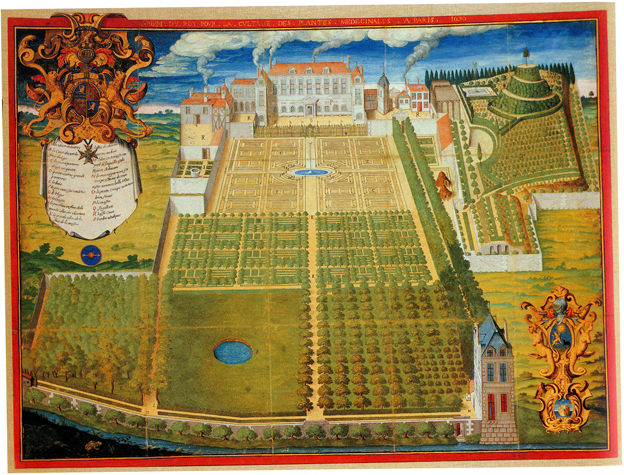
Jardim do Rei. Gravura de 1636

O jardim, criado com o nome de Jardim do Rei, foi originalmente plantado por Guy de La Brosse, médico de Luís XIII, de 1626 a 1735, como um herbário de plantas medicinais. Foi aberto ao público em 1640.
Após um período de declínio, Jean-Baptiste Colbert assumiu o controle administrativo do jardim. Em 1693, assumiu o Dr. Guy Crescent Fagon que cercou-se de uma equipe brilhante de botânicos, incluindo Joseph Pitton de Tournefort, Antoine de Jussieu, Antoine Laurent de Jussieu e seu filho Adrien-Henri.
Em 1739, Conde de Buffon assumiu como curador, expandindo o jardim, adicionando o labirinto de sebes que ainda existe atualmente.
A Revolução francesa ocorreu um ano após a morte de Buffon, que foi o intendente do Jardim do Rei, provocando numerosas mudanças na organização do jardim. O jardim foi renomeado como Jardim das Plantas de Paris e o gabinete do rei (dependente do jardim) como Museu Nacional de História Natural. O texto de fundação do Museu foi redigido pelos próprios cientistas e promulgado pela Assembléia Constituinte de 1789, assumindo como primeiro diretor Louis Jean-Marie Daubenton, sendo considerado Buffon como o fundador do Museu. Em 1791, Bernardin de Saint-Pierre foi nomeado como intendente do jardim. Em 1792, o Ménagerie Real (parque zoológico real) foi movido para os jardins de Versailles.